# Grand Prix de Wallonie 1987
Il Grand Prix de Wallonie 1987, ventottesima edizione della corsa, si svolse il 28 maggio 1987 su un percorso con partenza da Sombreffe e arrivo a Namur. Fu vinto dal francese Pascal Poisson della Système U davanti al belga Jan Nevens e al belga Patrick Versluys.

## Ordine d'arrivo (Top 10)
| Pos. | Corridore           | Squadra                | Tempo |
| ---- | ------------------- | ---------------------- | ----- |
| 1    | Pascal Poisson      | Système U              |       |
| 2    | Jan Nevens          | Lotto-Eddy Merckx      |       |
| 4    | Luc Govaerts        | SEFB-Gipiemme          |       |
| 5    | Jonas Tegström      | Système U              |       |
| 6    | Yvon Madiot         | Système U              |       |
| 7    | Paul Haghedooren    | Sigma                  |       |
| 8    | Jan Van Camp        | Sigma                  |       |
| 9    | Claude Criquielion  | Hitachi-Marc           |       |
| 10   | Christophe Lavainne | Système U              |       |
| 11   | Luc Ronsse          | Robland-Isoglass-Galli |       |